# 艾倫代爾 (新澤西州)
艾倫代爾（英語：Allendale）是位於美國新澤西州伯根縣的自治市鎮。

## 人口
根據2020年美國人口普查的數據，艾倫代爾的面積為8.08平方千米，當中陸地面積為8.02平方千米，而水域面積為0.05平方千米。當地共有人口6848人，而人口密度為每平方千米848人。